# Бройн, Фриц
Фриц Бройн (нем. Fritz Bräun, 4 декабря 1903, Фюрт — 10 января 1982) — германский борец греко-римского стиля, чемпион Европы.

## Спортивные достижения
- В 1921 году стал чемпионом Германии.
- На чемпионате Германии 1922 года занял 2-е место.
- В 1924 году завоевал первые места на чемпионатах Европы и Германии, в 1925 году повторил этот результат.
- В 1926 году стал серебряным призёром чемпионата Европы.
- На чемпионате Европы 1927 года занял 4-е место.
- В 1928 году стал бронзовым призёром чемпионата Германии.
- В 1931 году стал чемпионом Германии.
- В 1932 году на чемпионате Германии занял 2-е место.
- В 1934 году выступил на чемпионате Германии по правилам вольной борьбы и занял 2-е место.